# The Sword of God
The Sword of God — пятый студийный альбом американской инди-рок группы Quasi из Портленда (штат Орегон). Он был выпущен 21 августа 2001 года на лейбле Touch and Go Records. В Европе альбом был выпущен лейблом Domino Records. В группе играют бывшие супруги Сэмуель Кумс (вокал, гитара, клавишные, бас) и Джанет Вайсс (вокал и ударные, из группы Sleater-Kinney).

## Отзывы
| Совокупная оценка | Совокупная оценка |
| Источник          | Оценка            |
| ----------------- | ----------------- |
| Metacritic        | 70/100            |
| Оценки критиков   |                   |
| Источник          | Оценка            |
| Allmusic          | [ 2 ]             |
| Pitchfork Media   | 6.0/10            |
| NME               | 7/10              |

Альбом получил положительные отзывы музыкальных критиков. The Sword of God получил смешанные, но в целом положительные отзывы. Том Юрек из Allmusic похвалил возросшую музыкальность, написав: «Вайс стала ударником, пронзительным, иронически-комичным автором текстов и умным вокалистом, а Кумс — дымящимся гитаристом и умелым, но не ловким клавишником».
Критики отметили заметное изменение звукового направления по сравнению с их предыдущими работами, Featuring «Birds» и Field Studies, но отреагировали на изменения неоднозначно. Журнал Billboard положительно охарактеризовал звучание как «свободолюбивое» и «более мужественное, почти барное», в то время как Мэт ЛеМэй из Pitchfork считает, что «усилия группы по расширению своего творчества на The Sword of God просто провалились». В отличие от этих отзывов, Кит Фиппс из The A.V. Club раскритиковал отсутствие изменений: «Sword of God хорош, но он страдает от того, что следует за двумя лучшими альбомами, которые он напоминает слишком близко, чтобы избежать сравнения».

## Список композиций
1. «Introduction» — 0:51
2. «Fuck Hollywood» — 4:47
3. «It’s Raining» — 3:10
4. «Genetic Science» — 3:21
5. «The Sword of God» — 4:55
6. «A Case of No Way Out» — 4:12
7. «The Curse of Having It All» (Janet Weiss) — 4:53
8. «Seal the Deal» (Coomes, Weiss) — 4:16
9. «From a Hole in the Ground» — 3:15
10. «Little Lord Fontleroy» — 3:34
11. «Goblins & Trolls» — 4:11
12. «Better Luck Next Time» — 3:59
13. «Nothing, Nowhere» — 3:13
14. «Rock & Roll Can Never Die» — 4:18